# 廣瀬幸雄
廣瀬 幸雄（ひろせ ゆきお、1940年11月30日 - ）は、日本の計算機科学者。金沢大学名誉教授。理学部計算科学科教授、大学院自然科学研究科特任教授を歴任。学位は工学博士。

## 経歴
石川県金沢市出身。1963年に金沢大学理学部を卒業、1966年に金沢大学理学研究科修士課程を修了。1970年金沢工業大学助教授、1973年金沢大学助教授、1985年から金沢大学教授、2006年から金沢大学大学院特任教授。2009年には、「超音波計測による骨密度評価法の開発育成」で文部科学大臣賞を受賞した。2021年瑞宝中綬章受章。

## 研究
- コーヒーについて詳しく、日本コーヒー文化学会副会長、およびコーヒーサイエンス委員会に所属し、大学では「コーヒー学の講義」も行っている[2]。30歳代の時、大学近くの喫茶店でマスターがコーヒー豆をフライパンで炒っているのを見たことがきっかけで、興味を抱いた。コーヒー豆の成分を化学式にして研究したり、産地を40カ国以上訪れたりした。コーヒー豆の酸化を防ぐ水素燃料の焙煎機も開発した。
- 兼六園にある日本武尊銅像の傷み具合を調査した折に、砒素含有度が高いと糞害をもたらす鳩などの鳥が近寄りにくいことを発見。2003年には、「ハトに嫌われた銅像の化学的考察」でイグノーベル賞化学賞を受賞した[3]。
- 他に疑似戸室石の開発、山中温泉と水素水の研究なども行っている[4]。

## 著書
- 広瀬幸雄・藤田春彦著 『基礎材料工学』 日新出版、1992年
- 広瀬幸雄著 『もっと知りたいコーヒー学』 旭屋出版、2007年
- 広瀬幸雄・圓尾修三・星田宏司著 『コーヒー学入門』 人間の科学新社、2007年